# Urbanus tanna
Espèce
Urbanus  tanna  est une espèce d'insectes lépidoptères de la famille des Hesperiidae.
De couleur brune, elle a une envergure de 3,3 à 3,8 centimètres.
On le trouve en Amérique depuis la Guyane française jusqu'au Mexique, exceptionnellement le Texas aux États-Unis.